# 尼古拉·安季波夫
尼古拉·基里洛维奇·安季波夫，（俄語：Николай Кириллович Антипов，1894年12月3日（15日）—1938年7月29日），苏联政治人物。曾任彼得格勒市契卡主席；俄共（布）喀山省委书记、中央组织分配部长、乌拉尔边疆区委第一书记；联共（布）列宁格勒省委第二书记、西北局书记；苏联邮电人民委员；国家监察委员会主席等职务。1938年被处决，1956年平反恢复党籍。

## 生平
- 1894年12月15日出生于诺夫哥罗德省斯塔罗鲁斯基区利西奇基诺村的一个农村锁匠家庭。1911年毕业于圣彼得堡海军部造船厂四年制职业学校。
- 1911年6月-1913年11月，海军部造船厂、尼德迈尔铸铁厂、圣彼得堡奥德纳工厂机械师。1912年4月加入俄国社会民主工党（布）。
- 1913年12月-1914年1月，被捕入狱。
- 1914年2月-10月，圣彼得堡新艾瓦兹、新帕尔维艾宁、斯塔里莱斯纳、三角工厂机械师。
- 1914年10月-1915年7月，因参与革命活动被捕入狱。
- 1915年9月-10月，莫斯科迪纳摩工厂机械师。
- 1915年11月-1916年3月，被捕入狱。
- 1916年4月-5月，沙俄军队服役。
- 1916年6月-10月，彼得格勒巴拉诺夫斯基机械和管道厂雷诺工厂机械师。
- 1916年11月-1917年2月，被捕入狱。
- 1917年2月-12月，俄国社会民主工党（布）彼得格勒市委委员、市委宣传委员；彼得格勒苏维埃代表。期间，1917年11月，赫尔辛基和彼得格勒工会中央委员会主席团成员。
- 1917年12月-1918年3月，苏俄国民经济委员会主席团副主席。
- 1918年3月-7月，北部区国民经济委员会副主席。
- 1918年7月-1919年1月，彼得格勒市契卡副主席。
- 1919年1月2日-15日，彼得格勒市契卡主席。
- 1919年4月-11月，俄共（布）喀山省委主席。期间，1919年7月-11月，喀山省长。1919年8月-9月，喀山省契卡主席。
- 1919年10月-1920年1月，喀山市红军后备军革命军事委员会委员。
- 1920年2月-3月，俄共（布）彼得格勒省纳尔瓦区委书记。
- 1920年4月-7月，卡卢加市塞兹兰-维亚济马铁路政治部负责人。
- 1920年8月-1921年7月，铁路工人工会中央委员会主席团委员。
- 1921年7月-1923年9月，苏俄工会中央委员会主席团成员兼组织部长。
- 1923年10月-1924年8月，俄共（布）莫斯科省委书记处书记。
- 1924年10月-1925年7月，俄共（布）中央组织部长。
- 1925年7月-1926年3月，俄共（布）乌拉尔边疆区委第一书记。
- 1926年3月-1927年10月，联共（布）列宁格勒省委第二书记兼西北局书记。
- 1927年11月-1928年3月，联共（布）列宁格勒州委书记。
- 1928年1月-1931年3月，苏联邮电人民委员。
- 1930年4月-1934年，苏联中央执行委员会文体委员。
- 1931年3月-1934年2月，苏联工农监察副人民委员。
- 1931年7月-1934年5月，苏联劳动和国防委员会发明委员会主席。
- 1934年2月-1935年4月，苏联人民委员会监察委员会副主任。
- 1935年4月-1937年6月，苏联人民委员会副主席兼苏联国家监察委员会主席。期间，1935年4月-1937年4月，苏联劳动和国防委员会副主席。
- 1937年6月21日被捕，开除党籍。
- 1938年7月28日被苏联最高法院军事审判庭判处死刑，次日在科穆纳尔卡射击场被处决，时年43岁。
- 1956年6月30日平反，1956年9月10日恢复党籍。

安季波夫是俄国社会民主工党（布）6大、俄共（布）7-9,11-13大、联共（布）14-17大代表，第12-17次代表会议代表；第13-17届中央委员，第13届中央组织局候补委员、中央书记处候补书记。